# Куцлебен
Куцлебен (нем. Kutzleben) — община в Германии, в земле Тюрингия.
Входит в состав района Унструт-Хайних. Подчиняется управлению Бад Теннштедт. Население составляет 645 человек (на 31 декабря 2010 года). Занимает площадь 18,34 км².